# Phiravich Attachitsataporn
Phiravich Attachitsataporn (พีรวิชญ์ อรรถชิตสถาพร), noto anche con lo pseudonimo di Mean (มีน) (5 marzo 1998), è un attore televisivo thailandese.

## Biografia
Phiravich Attachitsataporn, soprannominato Mean, è un attore thailandese, modello e cantante.
Sì è laureato nella Facoltà di Giornalismo e Comunicazione dei Mass Media dell'Università Thammasat.
È conosciuto nel ruolo di Tin nella serie thailandese Boys' love (BL) "Love Chance"(2016). Ha partecipato in ruoli principali nei film come "Love: Must Take It Off" (2019), "Touchdown Kiss" (2019) e "Pee Nak 2" (2020).
Il suo più grande ruolo come protagonista nella serie "My Bubble Tea" (2020).
Riprenderà il suo ruolo come Tin nella serie "Love By Chance 2" (2020).

## Filmografia

### Televisione
- Love Sick: The Series - Rak wun wai run saep - serie TV (2014-2015)
- Make It Right: The Series - Rak ok doen - serie TV (2016)
- Krang nan... mai leum - serie TV, 13 episodi (2017)
- Bangoen rak - Love by Chance - serie TV, 13 episodi (2018)
- ReminderS - miniserie TV, 3 episodi (2019)
- Make It Live: On The Beach - serie TV, cameo (2019)
- 2Wish - miniserie TV, 2 episodi (2019)